# Montluçon

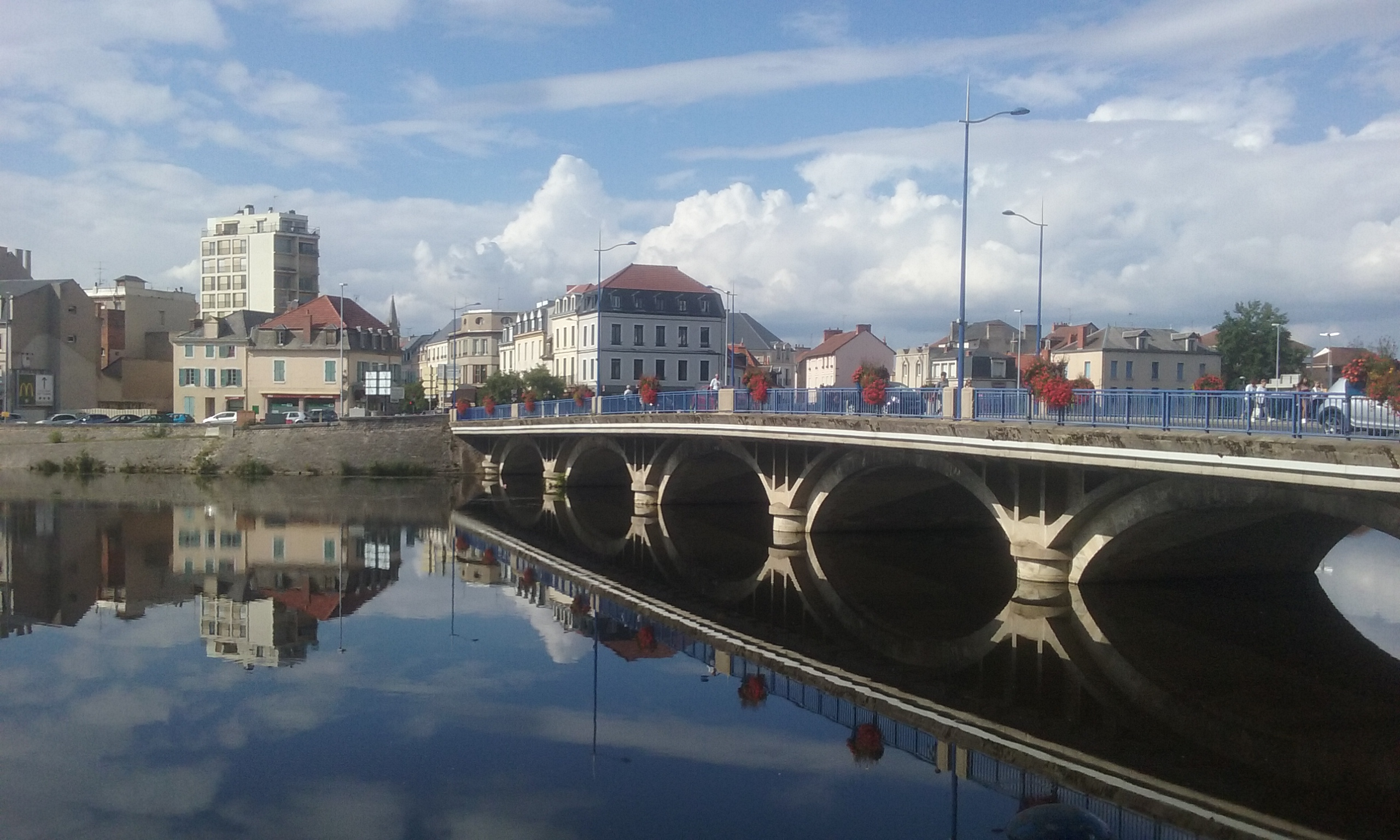
Bro över floden Cher i Montluçon.

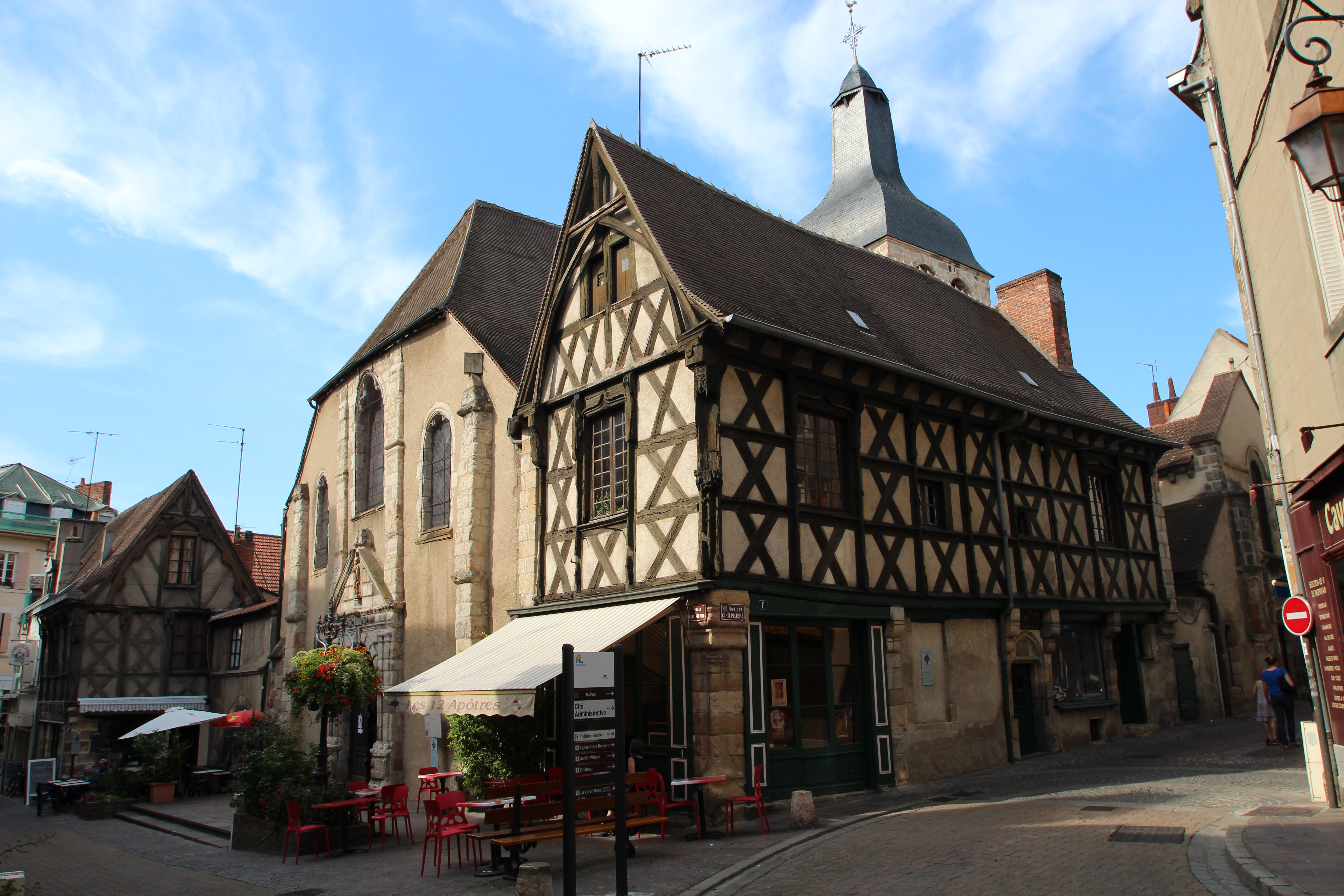
Gamla staden i Montluçon.

Montluçon är en kommun i departementet Allier i regionen Auvergne-Rhône-Alpes i de centrala delarna av Frankrike. Kommunen är departementets största sett till invånarantalet och ligger vid floden Cher. År 2017 hade Montluçon 35 653 invånare.

## Historia
Under romarriket byggdes ett fort där nuvarande Montluçon ligger. Staden kom under franskt styre 1529. Under den industriella revolutionen växte stadens betydelse för området bland annat tack vare Canal de Berry och järnvägen. Man började utvinna kol och invånarantalet växte från 5 000 1830 till 50 000 1950.

## Befolkningsutveckling
Antalet invånare i kommunen Montluçon
| Referens: INSEE |

## Ekonomi
Efter att kolfyndigheterna blivit uttömda började staden basera sin utveckling på kemisk industri, bildäcksproduktion (Dunlop Tyres) och elektronik (Sagem).

## Transport
Montluçon har tågförbindelser med bland annat Bourges och Clermont-Ferrand. Staden är även förbunden med motorväg norrut mot Paris och söderut mot Montpellier.

## Kultur
Montluçon är klassificerad som Villes et Pays d'Art et d'Histoire.

## Kända personer från Montluçon
- André Messager, kompositör
- Gabrielle Robinne, skådespelare

## Vänorter
- Hagen, Tyskland (1965)
- Leszno, Polen (2004)
- Antsirabe, Madagaskar (2005)